# Knowledge Musona
Knowledge Musona (Norton, 21 gennaio 1990) è un calciatore zimbabwese, attaccante dell'Al-Okhdood e della nazionale zimbabwese.

## Carriera

### Club
Dopo aver trascorso due stagioni in Sudafrica nei Kaizer Chiefs, il 28 luglio 2011 si trasferisce all'Hoffenheim, firmando un contratto quinquennale.
Il 18 dicembre 2014 firma un contratto di due anni e mezzo con l'Ostenda, cui si aggrega nel gennaio 2015.

### Nazionale
Ha fatto il suo debutto per la nazionale maggiore il 3 marzo 2010 in un'amichevole contro il Sudafrica.
Ha partecipato alla Coppa d'Africa nel 2017, nel 2019 e nel 2021.

## Statistiche

### Cronologia presenze e reti in nazionale
| Cronologia completa delle presenze e delle reti in nazionale ― Zimbabwe | Cronologia completa delle presenze e delle reti in nazionale ― Zimbabwe | Cronologia completa delle presenze e delle reti in nazionale ― Zimbabwe | Cronologia completa delle presenze e delle reti in nazionale ― Zimbabwe | Cronologia completa delle presenze e delle reti in nazionale ― Zimbabwe | Cronologia completa delle presenze e delle reti in nazionale ― Zimbabwe | Cronologia completa delle presenze e delle reti in nazionale ― Zimbabwe | Cronologia completa delle presenze e delle reti in nazionale ― Zimbabwe |
| Data                                                                    | Città                                                                   | In casa                                                                 | Risultato                                                               | Ospiti                                                                  | Competizione                                                            | Reti                                                                    | Note                                                                    |
| ----------------------------------------------------------------------- | ----------------------------------------------------------------------- | ----------------------------------------------------------------------- | ----------------------------------------------------------------------- | ----------------------------------------------------------------------- | ----------------------------------------------------------------------- | ----------------------------------------------------------------------- | ----------------------------------------------------------------------- |
| 10-1-2022                                                               | Bafoussam                                                               | Senegal                                                                 | 1 – 0                                                                   | Zimbabwe                                                                | Coppa d'Africa 2021 - 1º turno                                          | -                                                                       | cap. 88’                                                                |
| Totale                                                                  |                                                                         | Presenze                                                                | 1                                                                       |                                                                         | Reti                                                                    | 0                                                                       |                                                                         |